# دیننیبرکی
دیننیبرکی (به مجاری:  Dinnyeberki) یک شهرداری در مجارستان است که در ناحیه سنت‌لورینتس واقع شده‌است. دیننیبرکی ۸٫۵۸ کیلومتر مربع مساحت و ۱۰۶ نفر جمعیت دارد.